# Rai (Orne)
Pour les articles homonymes, voir Rai.
Rai est une commune française, située dans le département de l'Orne en région Normandie, peuplée de 1 437 habitants.

## Géographie

### Description
La commune est aux confins du pays d'Ouche et du Perche. Son bourg est à 4,5 km au sud-ouest de L'Aigle.
Le point culminant (290 m) se situe en limite nord-ouest, près du lieu-dit la Teunière. Le point le plus bas (202 m) correspond à la sortie de la Risle du territoire, à l'ouest.
La commune est proche du parc naturel régional du Perche, situé  à environ 14 km.

### Communes limitrophes
| Saint-Symphorien-des-Bruyères | Saint-Symphorien-des-Bruyères | L'Aigle          |
| Beaufai                       | Rai                           | L'Aigle          |
| Beaufai, Aube                 | Aube                          | L'Aigle, Écorcei |

### Hydrographie
La commune est située dans le bassin Seine-Normandie. Elle est drainée par la Risle, le Finard, le ruisseau de Corru, le cours d'eau 01 de la commune d'Ecorcei, le cours d'eau 06 de la commune de Beaufai, le fossé 01 de la commune de Rai, le fossé 02 de la commune de Rai et un autre petit cours d'eau,.
La Risle, d'une longueur de 145 km, prend sa source dans la commune de Planches et se jette  dans la Seine à Berville-sur-Mer, après avoir traversé 52 communes. Les caractéristiques hydrologiques de la Risle sont données par la station hydrologique située sur la commune de Rai. Le débit moyen mensuel est de 1,41 m3/s. Le débit moyen journalier maximum est de 29,7 m3/s, atteint lors de la crue du 14 février 1990. Le débit instantané maximal est quant à lui de 44,9 m3/s, atteint le 5 janvier 2001.
Le Finard, d'une longueur de 11 km, prend sa source dans la commune  et se jette  dans la Risle à Saint-Martin-d'Écublei, après avoir traversé cinq communes.
Un plan d'eau complète le réseau hydrographique : la Tréflerie (0,88 ha),.

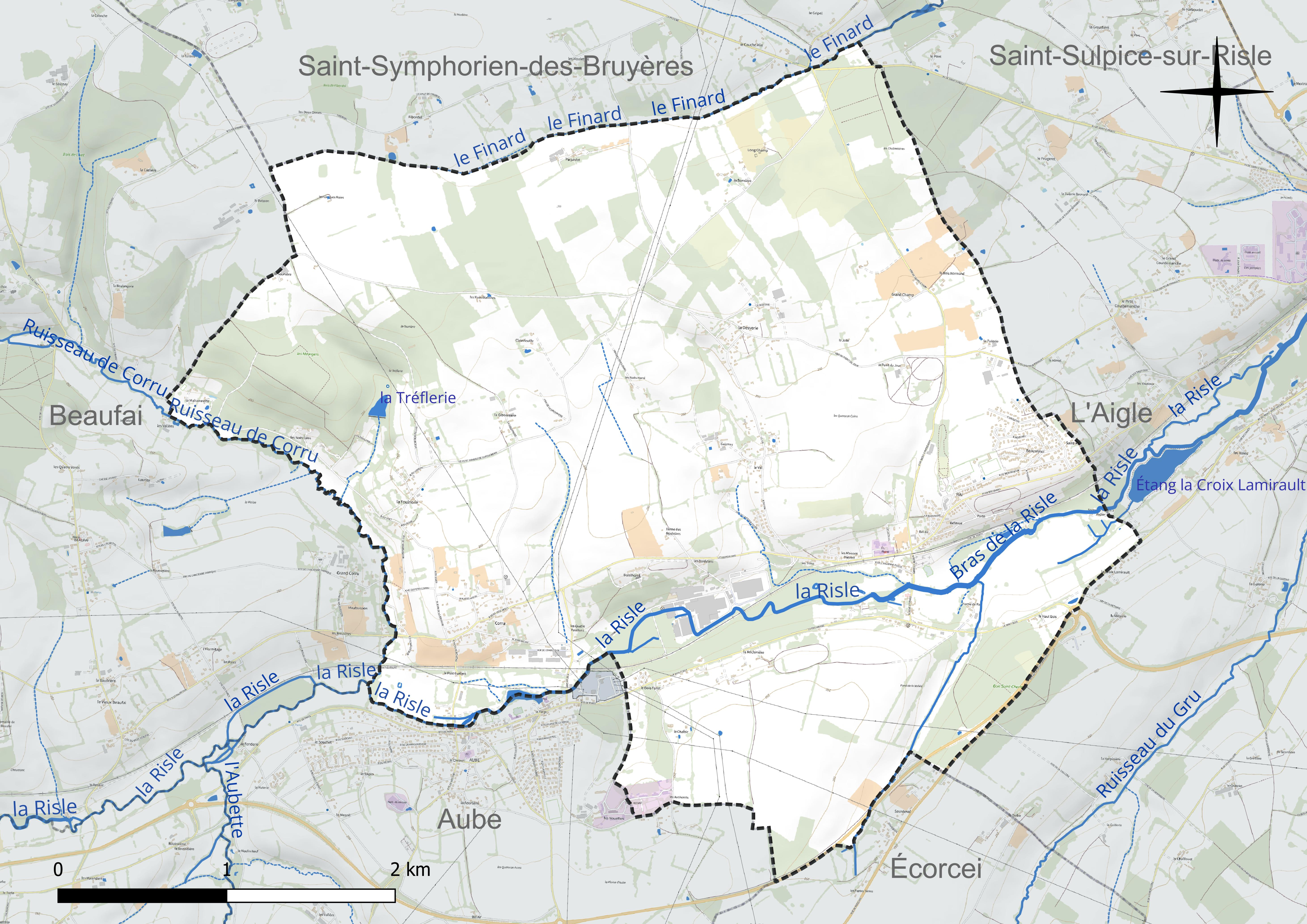
Réseau hydrographique de Rai.

### Climat
Pour des articles plus généraux, voir Climat de la Normandie et Climat de l'Orne.
En 2010, le climat de la commune est de type climat océanique dégradé des plaines du Centre et du Nord, selon une étude du CNRS s'appuyant sur une série de données couvrant la période 1971-2000. En 2020, Météo-France publie une typologie des climats de la France métropolitaine dans laquelle la commune est dans une zone de transition entre le climat océanique et le climat océanique altéré et est dans la région climatique Normandie (Cotentin, Orne), caractérisée par une pluviométrie relativement élevée (850 mm/a) et un été frais (15,5 °C) et venté. Parallèlement le GIEC normand, un groupe régional d’experts sur le climat, différencie quant à lui, dans une étude de 2020, trois grands types de climats pour la région Normandie, nuancés à une échelle plus fine par les facteurs géographiques locaux. La commune est, selon ce zonage, exposée à un « climat contrasté des collines », correspondant au Pays d'Ouche et au Perche et bénéficiant d’un caractère continental affirmé avec des précipitations atténuées et des amplitudes thermiques fortes.
Pour la période 1971-2000, la température annuelle moyenne est de 9,5 °C, avec une amplitude thermique annuelle de 14,3 °C. Le cumul annuel moyen de précipitations est de 793 mm, avec 12,2 jours de précipitations en janvier et 8,3 jours en juillet. Pour la période 1991-2020, la température moyenne annuelle observée sur la station météorologique la plus proche, située sur la commune de L'Aigle à 4 km à vol d'oiseau, est de 10,6 °C et le cumul annuel moyen de précipitations est de 729,7 mm,. Pour l'avenir, les paramètres climatiques de la commune estimés pour 2050 selon différents scénarios d’émission de gaz à effet de serre sont consultables sur un site dédié publié par Météo-France en novembre 2022.

## Urbanisme

### Typologie
Au 1er janvier 2024, Rai est catégorisée commune rurale à habitat dispersé, selon la nouvelle grille communale de densité à sept niveaux définie par l'Insee en 2022.
Elle appartient à l'unité urbaine de L'Aigle, une agglomération intra-départementale regroupant trois  communes, dont elle est une commune de la banlieue,,. Par ailleurs la commune fait partie de l'aire d'attraction de L'Aigle, dont elle est une commune de la couronne,. Cette aire, qui regroupe 32 communes, est catégorisée dans les aires de moins de 50 000 habitants,.

### Occupation des sols
L'occupation des sols de la commune, telle qu'elle ressort de la base de données européenne d’occupation biophysique des sols Corine Land Cover (CLC), est marquée par l'importance des territoires agricoles (74,6 % en 2018), en diminution par rapport à 1990 (77,3 %). La répartition détaillée en 2018 est la suivante : 
prairies (35,6 %), terres arables (33,6 %), forêts (16,1 %), zones urbanisées (9,3 %), zones agricoles hétérogènes (5,5 %). L'évolution de l’occupation des sols de la commune et de ses infrastructures peut être observée sur les différentes représentations cartographiques du territoire : la carte de Cassini (XVIIIe siècle), la carte d'état-major (1820-1866) et les cartes ou photos aériennes de l'IGN pour la période actuelle (1950 à aujourd'hui).

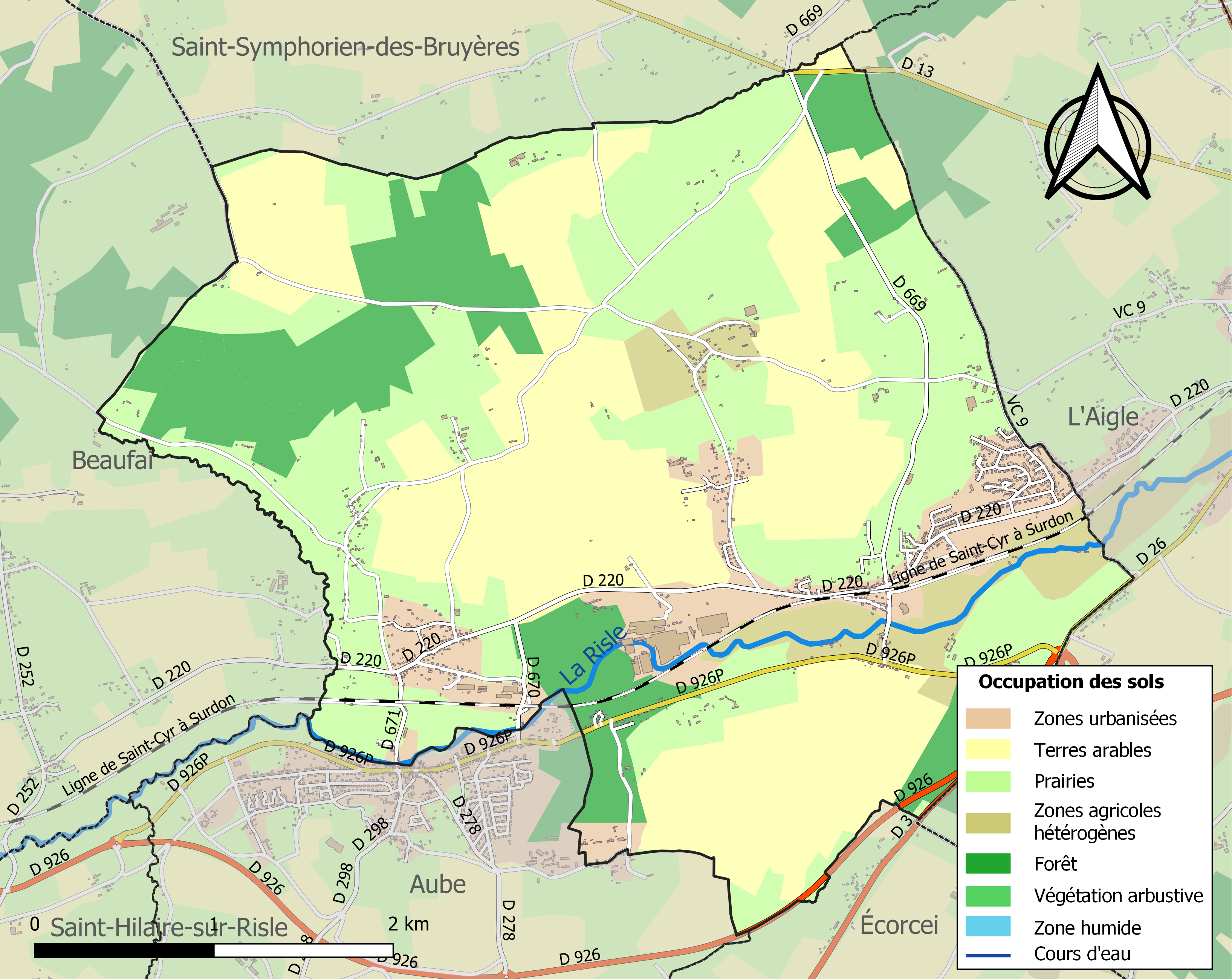
Carte des infrastructures et de l'occupation des sols de la commune en 2018 (CLC).

### Habitat et logement
En 2019, le nombre total de logements dans la commune était de 704, alors qu'il était de 688 en 2014 et de 655 en 2009.
Parmi ces logements, 88,7 % étaient des résidences principales, 3,7 % des résidences secondaires et 7,6 % des logements vacants. Ces logements étaient pour 91,7 % d'entre eux des maisons individuelles et pour 8 % des appartements.
Le tableau ci-dessous présente la typologie des logements à Rai en 2019 en comparaison avec celle de l'Orne et de la France entière. Une caractéristique marquante du parc de logements est ainsi une proportion de résidences secondaires et logements occasionnels (3,7 %) inférieure à celle du département (10,5 %) mais supérieure à celle de la France entière (9,7 %). Concernant le statut d'occupation de ces logements, 73,7 % des habitants de la commune sont propriétaires de leur logement (72,9 % en 2014), contre 64,3 % pour l'Orne et 57,5 pour la France entière.
| Typologie                                               | Rai  | Orne | France entière |
| ------------------------------------------------------- | ---- | ---- | -------------- |
| Résidences principales (en %)                           | 88,7 | 78,3 | 82,1           |
| Résidences secondaires et logements occasionnels (en %) | 3,7  | 10,5 | 9,7            |
| Logements vacants (en %)                                | 7,6  | 11,2 | 8,2            |

### Énergie
Une centrale solaire constituée de 10 360 panneaux photovoltaïques, la seconde réalisée dans l'Orne, est réalisée en 2019 au Val sur le site pollué de 5,62 ha de l'ancienne usine de Boisthorel. Cette installation produit 3,7 GWh par an et contribue à la mise en œuvre du plan climat-air-énergie territorial de la communauté de communes des Pays de L'Aigle,.

## Toponymie
La forme de Reti est attestée en 1050. René Lepelley en attribue l'origine au gaulois ritu, « gué », « passage d'eau ».
Le gentilé est Railois.

## Histoire

### Antiquité
Le lieu est habité dès une époque très ancienne. La tradition industrielle de cette commune date de cette époque car il y existait des forges gauloises[réf. nécessaire].

### Temps modernes
Au XVIe siècle, René d'Érard, baron et prieur de Rai, crée une usine de fabrication et de travail du fer[réf. nécessaire]. C'est de cette époque que date la forge d'Aube (localité voisine de Rai).

## Politique et administration

### Rattachements administratifs et électoraux

#### Rattachements administratifs
La commune se trouve depuis 1946 dans l'arrondissement de Mortagne-au-Perche du département de l'Orne.
Elle faisait partie de 1801 à 1982 du canton de L'Aigle, année où elle intègre le canton de L'Aigle-Ouest. Dans le cadre du redécoupage cantonal de 2014 en France, cette circonscription administrative territoriale a disparu, et le canton n'est plus qu'une circonscription électorale.

#### Rattachements électoraux
Pour les élections départementales, la commune est depuis 2014 le bureau centralisateur du canton de Rai
Pour l'élection des députés, elle fait partie de la deuxième circonscription de l'Orne.

### Intercommunalité
Rai était membre de la communauté de communes du Pays de L'Aigle, un établissement public de coopération intercommunale (EPCI) à fiscalité propre créé fin 1994 et auquel la commune avait transféré un certain nombre de ses compétences, dans les conditions déterminées par le code général des collectivités territoriales.
Après une première fusion avec la communauté de communes du Pays de la Marche intervenue le 1er janvier 2013 qui a formé la communauté de communes du Pays de la Marche, une seconde fusion intervient dans le cadre des dispositions de la loi portant nouvelle organisation territoriale de la République du 7 août 2015 avec la petite communauté de communes du canton de La Ferté-Frênel pour former le 1er janvier 2017 l'actuelle communauté de communes des Pays de L'Aigle dont est désormais membre la commune.

### Tendances politiques et résultats
Lors du premier tour des élections municipales de 2014 dans l'Orne, la liste SE menée par le maire sortant obtient la majorité absolue des suffrages exprimés, avec 441 voix (64,47 %, 16 conseillers municipaux élus dont 2 communautaires, devançant largement la liste également SE menée par Yves Le Jean, qui a recueilli 243 voix (3 conseillers municipaux élus dont 1 communautaire).
Lors de ce scrutin, 31,05 % des électeurs se sont abstenus
Lors du premier tour des élections municipales de 2020 dans l'Orne, la liste menée par le maire sortant est la seule candidate et est donc élue en totalité avec 276 voix.
Lors de ce scrutin marqué par la pandémie de Covid-19 en France, 70,04 % des électeurs se sont abstenus et 16,11 % des votants ont choisi un bulletin blanc ou nul.

### Administration municipale
Compte tenu de la population de la commune, son conseil municipal est constitué de dix-sept membres dont le maire et ses adjoints.

### Liste des maires
| Période                                  | Période                       | Identité          | Étiquette       | Qualité |
| ---------------------------------------- | ----------------------------- | ----------------- | --------------- | --- |
| Les données manquantes sont à compléter. |                               |                   |                 | |
| 18xx                                     | 18xx                          | Mouchel           |                 | |
| Les données manquantes sont à compléter. |                               |                   |                 | |
| 1959                                     | 1976                          | Gustave Pavé      | SE              | Instituteur - directeur d'école |
| 1976                                     | 2005                          | Pierre Sevin,     |                 | Instituteur puis directeur de l’école de Rai Démissionnaire |
| mai 2005                                 | novembre 2022,                | Michel Marot      | UMP puis SE-DVD | Agriculteur retraité Conseiller général de Laigle-Ouest(2014 → 2015) Ancien président du CUMA du Finard Ancien administrateur au Crédit Agricole Ancien accesseur au tribunal paritaire des baux ruraux Mort en fonction |
| février 2023                             | En cours (au 20 février 2023) | Didier Demonchaux |                 | Artisan maçon retraité |

## Équipements et services publics

### Enseignement
Les enfants de la commune sont scolarisés dans une école de 8 classes, allant de la maternelle au CM2, qui a pris en 2013 le nom de Édouard-Manceau, un auteur illustrateur de livres pour enfants, ainsi que de jeux, presse et publicité. L'école est dotée d'une cantine et d'un accueil périscolaire administrés par l'intercommunalité.

### Enfance et jeunesse
Le centre de loisirs associatif  « Bulle d’Air » est l'un des deux équipements du territoire de la communauté de communes des Pays de L'Aigle ouvert chaque mercredi et pendant les vacances scolaires.
Rai et Aube créent un espace jeune destiné aux adolescents âgés de 12 à 17 ans localisé au pôle animation de Rai, à la médiathèque et dans l’ancienne école d’Aube.

### Équipements culturels
La bibliothèque municipale permet aux inscrits de lire ses livre et de visionner en streaming des vidéos.

## Population et société

### Démographie
L'évolution du nombre d'habitants est connue à travers les recensements de la population effectués dans la commune depuis 1793. Pour les communes de moins de 10 000 habitants, une enquête de recensement portant sur toute la population est réalisée tous les cinq ans, les populations de référence des années intermédiaires étant quant à elles estimées par interpolation ou extrapolation. Pour la commune, le premier recensement exhaustif entrant dans le cadre du nouveau dispositif a été réalisé en 2006.

En 2022, la commune comptait 1 437 habitants, en évolution de +0,14 % par rapport à 2016 (Orne : −3,21 %, France hors Mayotte : +2,11 %).
| 1793 | 1800 | 1806 | 1821 | 1836 | 1841 | 1846 | 1851 | 1856 |
| ---- | ---- | ---- | ---- | ---- | ---- | ---- | ---- | ---- |
| 650  | 632  | 476  | 649  | 628  | 666  | 636  | 623  | 630  |

| 1861 | 1866 | 1872 | 1876 | 1881 | 1886 | 1891 | 1896 | 1901 |
| ---- | ---- | ---- | ---- | ---- | ---- | ---- | ---- | ---- |
| 593  | 625  | 637  | 624  | 583  | 600  | 626  | 580  | 692  |

| 1906 | 1911 | 1921  | 1926  | 1931  | 1936  | 1946  | 1954  | 1962  |
| ---- | ---- | ----- | ----- | ----- | ----- | ----- | ----- | ----- |
| 728  | 870  | 1 085 | 1 110 | 1 016 | 1 013 | 1 070 | 1 043 | 1 145 |

| 1968  | 1975  | 1982  | 1990  | 1999  | 2006  | 2011  | 2016  | 2021  |
| ----- | ----- | ----- | ----- | ----- | ----- | ----- | ----- | ----- |
| 1 156 | 1 346 | 1 574 | 1 714 | 1 760 | 1 651 | 1 522 | 1 435 | 1 427 |

| 2022  | - | - | - | - | - | - | - | - |
| ----- | - | - | - | - | - | - | - | - |
| 1 437 | - | - | - | - | - | - | - | - |

## Activité et manifestations

### Manifestations culturelles et festivités
- La Journée à la Ferme qui reconstitue la ferme d’autrefois, dans une ambiance des années 50/60, et dont la 10e édition organisée à Rai par l’association des Amis de Cadichon en collaboration avec l‘Office de tourisme du Pays de L’Aigle a lieu en septembre 2022[46].

- Le Biches Festival fête ses dix ans en 2025[47], à la ferme de Rai. La programmation est axée sur la musique francophone.

### Sports et loisirs
En 2015, le club de football  la Vedette de Boisthorel fait évoluer une équipe de football en ligue de Basse-Normandie et une autre en division de district.
- Le club de basket, Basket Club du Pays de la Risle (BCPR)[49].
- Le Vélo Club, UV Rai-Aube[49].
- Le Club bouliste railois (boules lyonnaises)[49].
- L'Hameçon rislois[49].
- Le Club de pétanque railois.
- Tonic fitness[49].
- Le Judo club de Rai[49].

### Vie associative
- L'Amicale laïque[49] qui comprend : club des anciens, gymnastique, karaté, musculation, peinture, randonnée, tennis de table, zen, anglais, badminton et atelier chant.
- L'Union musicale de Rai Aube Boisthorel, UMRAB[49].
- L'Amicale des parents d'élèves, Rai vœux d'enfants[49].
- Comité des fêtes de Rai[49].
- La Fumée des cierges, club de moto[49].
- Rai festivités.
- Bulle d'air, centre de loisirs[49].
- Projets chants musique découverte, PCMD[49].
- Association des amis d'Alfred Swieykowski[49].

## Économie
- Usine HME (Tréfimétaux) à Boisthorel.

## Culture locale et patrimoine

### Lieux et monuments
- Église Notre-Dame-de-l'Assomption, du XIe siècle, de style normand et construite essentiellement en grisons. Elle comprend des voûtes romanes, des statues en bois polychrome du XVIIe siècle et des vitraux contemporains réalisés par Jean Barillet. L'église a été restaurée fin 1970[50]

- Château de Boisthorel.
- Musée vivant de l'énergie, fondé en 2004 dans son ancien site de Chandai et implanté en 2021 avec l’aide de la commune, de la communauté de communes du Pays de L’Aigle et du département dans les locaux datant de 1916 d'une ancienne usine d'emboutissage à chaud de métaux cuivreux. Il présente des moteurs industriels, agricoles à vapeur, à gaz, à pétrole ou diesel, des machines à vapeur, une turbine hydraulique de type Francis, un bélier, qui sont représentatifs des énergies utilisées, de 1850 à 1950, dans les petites et grandes entreprises de la commune[51],[52]  (ouverture certains week-ends)[53].

- Poney-club de Bel Amour[54].

### Héraldique
| Blason de Rai (Orne) | Blason  | D’azur, à trois serres de griffon d’or armées de sable 2 et 1 et tenant chacune un écot d’argent |
| Blason de Rai (Orne) | Détails | - Le blason fait référence à celui de la famille des Erard de Ray qui avait établi une baronnie locale durant plusieurs décennies, en lien avec l’activité industrielle développée sur les berges de la Risle, et portait «en trois pieds de griffon d'or attachés chacun à un tronc d'argent, le fond au champ d'azur ». Le blason a été adopté par le conseil municipal en sa séance du 7 janvier 2020. |